# Economia dels Estats Federats de Micronèsia
L'economia dels Estats Federats de Micronèsia consisteix principalment d'agricultura i pesca de subsistencia. Les illes tenen pocs recursos minerals explorables, excepte fosfat. Existeix potencial per al turisme, però la ubicació remota, la falta d'instal·lacions adients i les poques línies aèries que serveixen l'arxipèlag dificulten el desenvolupament. Pels termes originals del Pacte de Lliure Associació, els Estats Units van subministrar US$ 1,3 miliards en ajuda durant el període 1986-2001, posteriorment el nivell d'ajuda va ser reduït. Les perspectives de mig term de l'economia del país semblen fràgils a caEstats Units de la reducció de l'ajuda dels Estats Units i també a ca de l'actual reducció del creixement del sector privat.
Los Estats Federats de Micronèsia són un país que no té lleis sobre patents.